# Miłość i nienawiść (film 1935)
Miłość i nienawiść (ros. Любовь и ненависть, Lubow´ i nienawist´) – radziecki film dramatyczny z 1935 roku w reżyserii Albierta Gendelsztejna.
Film opowiada o trudnym roku 1919 posługując się skromnym przykładem życia małej osady górniczej w Donbasie, gdzie po wymarszu na front mężczyzn, którzy zasilili szeregi Armii Czerwonej, pozostały tylko kobiety. Nastały bezlitosne rządy białych. Uruchamiają oni szyb, zmuszając kobiety do ciężkiej, wyczerpującej pracy.
Film posługuje się częściowo stylem poetyckim, charakterystycznym dla minionego okresu. W przeciwieństwie jednak do poprzednich symboli prezentuje wyraźne realia i fakty. Odwrót Czerwonoarmistów sygnalizują sceny wydobywania na deszczu armat i taboru z bagniska. Dramat ludzkiej rozłąki sugerują fotografie rodzinne wiszące w domach opuszczonych kobiet. Poprzez zabrudzone węglowym mułem szmaty od wysiłku cieknie karmiącym matkom mleko. Bez tej pracy nie mogłyby jednak wyżywić swoich dzieci. Film ukazuje znamiona okrucieństwa charakterystyczne dla ówczesnego burzliwego okresu, stosując elementy zaczerpnięte niczym na wzór z kina Miklósa Jancsó (m.in. scena, w której wziętego do niewoli czerwonoarmistę "biały" jeździec wpędza najpierw w nurt rzeki, by po chwili powalić go z bliska strzałem w kark obrazuje bezwzględność i okrucieństwo).

## Obsada
- Wiera Mariecka
- Emma Cesarska
- Aleksandr Czistiakow
- Rina Zielona
- Andriej Abrikosow
- Wiktor Stanicyn
- Michaił Kiedrow
- Warwara Popowa
- Władimir Chienkin
- Siergiej Komarow
- Siergiej Stolarow
- Nikołaj Kriuczkow
- Michaił Żarow